# Mapeado perceptual
El mapeado perceptual es una técnica de análisis multidimensional utilizada para representar gráficamente la percepción de los encuestados en un estudio, teniendo en cuenta dos o más dimensiones percibidas, generalmente sobre un producto.  
Los productos se perciben de muchas maneras; es decir, se toma en cuenta más de una característica de estímulo. Los consumidores llenan escalas de medición para expresar sus percepciones de las múltiples características y semejanzas que presentan las distintas marcas. Se analizan los resultados y pueden graficarse en “mapas perceptuales” con un sistema de coordenadas que indican cómo el público percibe las marcas y sus diferencias.